# Bismuthure
Les bismuthures sont des composés du bismuth avec des éléments plus électropositifs. L'ion bismuthure est Bi3+.
Ce sont des composés intermétalliques, contenant des liaisons partiellement métalliques et partiellement ioniques. La majorité des bismuthures adopte des arrangements atomiques efficaces et forment des structures topologiquement compactes, ce qui est une caractéristique des composés intermétalliques.